# Metacnephia baicalica
Metacnephia baicalica är en tvåvingeart som beskrevs av Usova och Bazarova 1990. Metacnephia baicalica ingår i släktet Metacnephia och familjen knott. Inga underarter finns listade i Catalogue of Life.